# Déli Gépgyár
A Déli Gépgyár (ukránul: Південний машинобудівний завод, magyar átírásban: Pivdennij masinobugyivnij zavod), teljes nevén az O. M. Makarov nevét viselő Déli Gépgyár Termelési Egyesülés Állami Vállalat (Державне підприємство «Виробниче об'єднання Південний машинобудівний завод ім. О. М. Макарова, magyar átírásban: Derzsavne pidprijemsztvo Virobnicse objednannya Pivdennij masinobugyivnij zavod im. O. M. Makarova), röviden Pivdenmas (Південмаш) az ukrajnai Dnyipróban működő gépgyártó vállalat, mely főként rakéták, űreszközök és egyéb katonai célú berendezések gyártásával foglalkozik. Termékei között trolibuszok, mezőgazdasági vontatók, szélturbinák és repülőgép-alkatrészek is megtalálhatók. A szovjet időszakban használt orosz neve Juzsmas (orosz: Южный машиностроительный завод, magyar átírásban: Juzsnij masinosztroityelnij zavod, magyarul: Déli gépgyár). A Zenyit–3 SL űrhajózási hordozórakéták gyártójaként részt vesz a Sea Launch programban. A szovjet időszakot követően trolibuszokat, traktorokat és villamosokat is gyárt. A vállalat vezérigazgatója 2014-től Szerhij Mikoljajovics Vojt.

## Története

### Előzmények
A gépgyár elődjét 1944. július 21-én alapították autógyárként. Az építkezés 1944 októberében kezdődött az egykori repülőgépmotorgyár területén. Kezdetben a ZiSZ–5 gyártását tervezték ott, de az nem indult el. A  Dnyepropetrovszki Autógyárban a ZiSZ–150 tehergépkocsi alapjain kifejlesztették a 4 tonna teherbírású DAZ–150 tehergépkocsit, de csak kísérleti példányok készültek belőle. 1950-ben felmérés készült azon szovjet gépgyárakról, ahol megvalósítható az R–1 ballisztikus rakéta gyártása. Erre a célra a dnyipropetrovszki üzemet is kiválasztották. 1951- áprilisában Szovjetunió Minisztertanácsának határozata alapján a DAZ-ból és a Dnyepropetrovszki Gumiabroncsgyárból létrehozták az 586. sz. üzemet, amely a szovjet  Hadiipari Minisztérium irányítása alá került. Még abban az évben leállították a DAZ-nál a járműgyártást.

### Rakétagyártás
Az újonnan létrehozott gyár feladata akkor az R–1 és R–2 kis hatótávolságú ballisztikus rakéták gyártásának előkészítése volt. 1952-ben az üzem mellé rendelve létrehoztak egy konstrukciós részleget is (Budnyik vezetésével), amely már részt vett az R–12-es rakéta fejlesztési munkálataiban. 1954-ben a konstrukciós iroda OKB–586 néven kísérleti tervezőirodává alakult, amelynek vezetését 1954. július 9-től Mihail Jangel vette át.

## Vezetői
- 1952–1957 – Leonyid Szmirnov
- 1961–1986 – Alekszandr Makarov
- 1986–1992 – Leonyid Kucsma
- 1992–2005& – Jurij Alekszejev
- 2005–2014 – Viktor Scsehol
- 2014-től – Szerhij Vojt

## Gyártmányai

### Hordozórakéták
- Zenyit hordozórakéta család
  - Zenyit–2
  - Zenyit–2M
  - Zenyit–3F
  - Zenyit–3SL
  - Zenyit–3SLB
- Koszmosz
- Antares (első fokozat)
- Dnyepr
- R–36 interkontinentális ballisztikus rakéta

### Rakétahajtóművek
- RD–868P